# District Sjtsjigrovski
Het district Sjtsjigrovski (Russisch: Щигровский район) is een gemeentelijk district van de Russische oblast Koersk.
Het bestuurlijk centrum is de stad Sjtsjigry (maar het maakt geen deel uit van het district en vormt een stedelijk district).

## Demografie
Het district telde 9.975 inwoners bij de volkstelling van 2018 tegen 15.099 bij die van 2002.

## Geschiedenis
Het district werd opgericht in 1928.

## Klimaat
Het district ligt in een continentale klimaatzone met milde, warme zomers en gelijkmatig verdeelde jaarlijkse regenval (Dfb in de Klimaatclassificatie van Köppen).

## Bestuurlijke indeling
Het district telt 18 selsovjets: Bolsjezmejnski, Kasinovski, Kosorzjanski, Krivtsovski, Kroetovski, Melechinski, Nikolski, Ochotsjevski, Ozjorski, Prigorodnenski, Tereboezjski, Titovski, Trojtskokrasnjanski, Visjnjovski, Vysjneolchovatski, Vjazovski, Zasjtsjitenski en Znamenski.
Bestuurlijk centrum: Koersk

Stedelijke districten: Lgov · Koertsjatov · Koersk · Sjtsjigry · Zjeleznogorsk

Gemeentelijke districten:

Belovski · Bolsjesoldatski · Chomoetovski · Dmitrijevski · Fatezjski · Gloesjkovski · Gorsjtsjenski · Kastorenski · Konysjovski · Korenevski · Koerski · Koertsjatovski · Lgovski · Mantoerovski · Medvenski · Obojanski · Oktjabrski · Ponyrovski · Pristenski · Rylski · Sjtsjigrovski · Soedzjanski · Solntsevski · Sovetski · Timski · Tsjeremisinovski · Zjeleznogorski · Zolotoechinski